# Tohanu Vechi

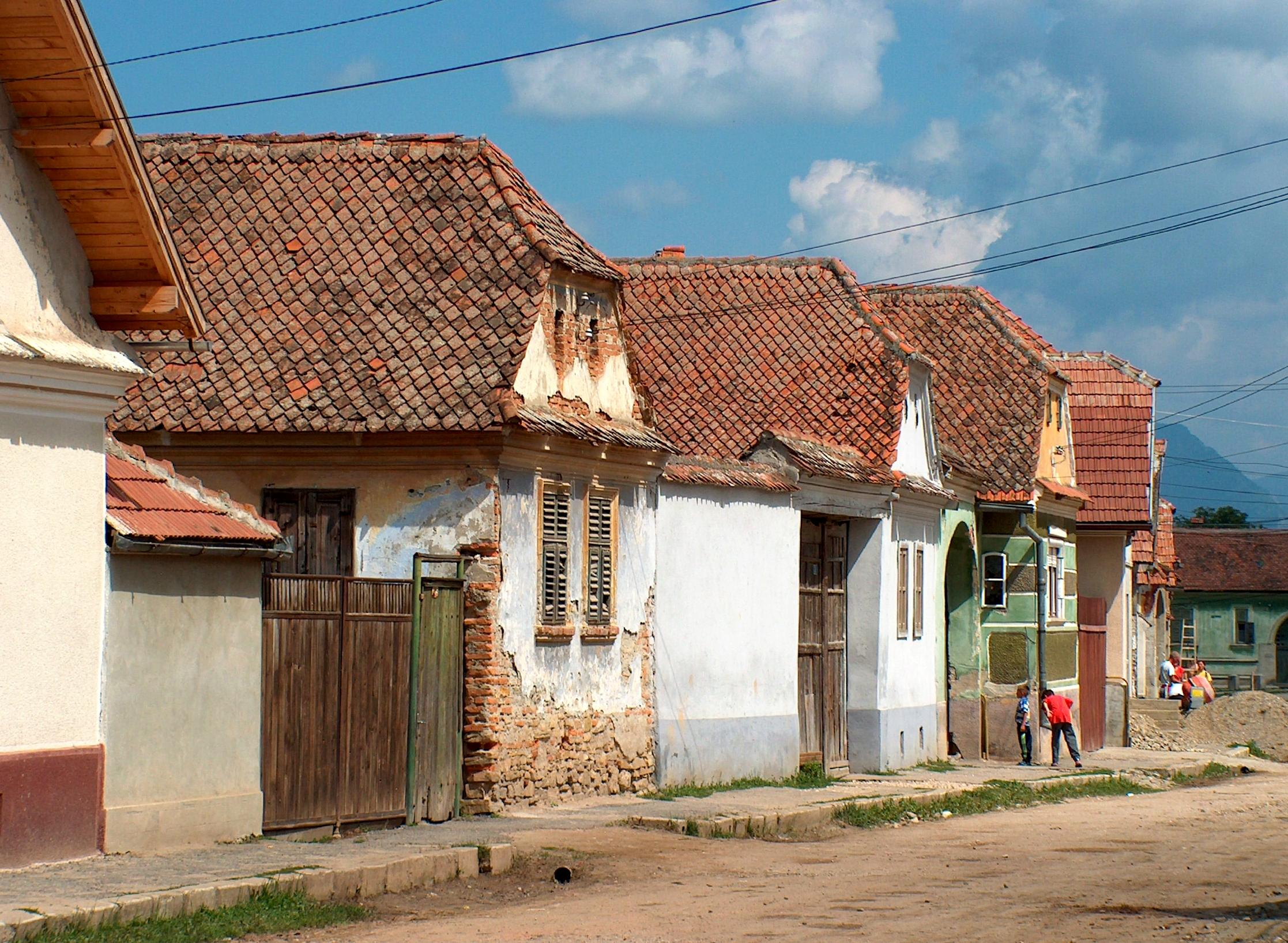
Case tradiționale în Tohanu Vechi

Tohanu Vechi, mai demult Tohanul-Vechiu (în dialectul săsesc Techen, în germană Alt-Tohan, Alt-Tauchen, în maghiară Ótohán, Tohán) este o fostă localitate din județul Brașov, Transilvania, România, actualmente în componența orașului Zărnești.

## Istoric

Tohanu Vechi în Harta Iosefină a Transilvaniei, 1769-1773

1288 – Prima atestare documentară a Tohanului, sub forma Villa-Tohon, moșie sau conac, ar corespunde în zilele noastre cu sat sau așezare omenească. Aceste consemnări fac parte din cele mai vechi atestări documentare. 
Secolul al XIII-lea – satele românești Tohan și Zărnești devin posesiuni feudale ale Bisericii Catolice din Brașov, locuită de iobagi români.
1377 - 1388 – construcția Castelului Bran se efectuează în această perioadă, în timpul regelui Ludovic cel Mare – se consemnează că la această lucrare au fost aduși numeroși iobagi din comunele afectate domeniului Bran. Printre aceste comune se număra și Tohanul, care a aparținut domeniului Bran numai până în 1395, când regele Sigismund de Luxemburg dăruiește Tohanul și Zărneștiul plebanului Thomas și unor cetățeni din Brașov. Locuitorii acestor sate erau iobagi, supuși unei crunte exploatări din partea stăpânilor.
1395 – Voievodatul Transilvaniei a cunoscut câteva atacuri otomane în anii 1395, 1421, 1432, 1438 (în urma acestor lupte se considera că au avut de suferit și locuitorii Tohanului).
1564 – document în care se consemnează: „apoi deoarece s-a constatat că valahii de la Zarnasti, Tohan și Risnov și alte părți ale Țării Bârsei nu pot executa mai bine decât executa în oras, să fie opriți a mai lucra.” 
1568-1587 – locul important deținut de pădurărit în ansamblul economiei rurale tradiționale, se releva și dintr-o situație comparativă de venituri (în Florini), a două localități Bârsane ; Tohan și Zărnești între anii 1568-1587 (explicația se încheie cu un tabel cu venituri pe anii 1568, 1576, 1582, 1584, 1587).
Secolul al XVI-lea – ceramica românească din Țara Bârsei, olăritul din Tohan, centrul de ceramică Tohan, care este în continuare stabil, toate elemente importante. În acest centru s-a practicat acest meșteșug timp de sute de ani.
1619 – un alt document prevede că: „Persoana lui Nicu Bucur din Tohan este permis a aduce lunar un car cu oale în Târgul Brașovului pe tot timpul vieții sale.” (se poate conclude că la Tohan se practica olăritul înainte de secolul al XVI-lea).
1651-1763 – printre alte așezări românești dezvoltate în cuprinsul Evului Mediu, trebuie menționate acelea formate pe hotarul localităților Zărnești, Tohan și Vulcan.
1660 – în timpul războiului pentru ocuparea tronului Principatului Ardelean, dintre Acatiu Barcsai, care era sprijinit de turci și Gheorghe Rákóczi al II-lea. La 13 ianuarie 1660, Mikes Mihaly, cancelarul și generalul lui Rakocsi, a năvălit prin surprindere în Țara Bârsei și, cu ajutorul iobagilor din Tohan și Zărnești, la care s-au adăugat și cei din Bran, au cucerit Castelul Bran – pentru a împiedica pătrunderea turcilor care-l sprijineau pe Barcsai. Populația iobagă a susținut acțiunea în speranța că vor scăpa de exploatarea orașului Brașov.
1688 – principele Rakocsi II, cu ajutorul iobagilor din Zărnești și Tohan, ocupă Cetatea Branului timp de 4 ani.
1689 – în anul 1689, austriecii, pentru a-și asigura o bază de aprovizionare în războiul cu turcii, au dorit să pună stăpânire pe Țara Românească, unde domnea Constantin Brâncoveanu. În luna decembrie, un detașament austriac condus de Generalul Heissler a străbătut Trecătoarea Branului, trecând munții, dar în primăvara anului următor (1690) a fost nevoit, sub presiunea tătarilor, chemați în ajutor de Constantin Brâncoveanu, să se reîntoarcă în Țara Bârsei pe același drum.
În urmărirea lui, armatele turcești, aducând cu ele pe viitorul principe Imre Thököly, trecură munții prin Crăpătura Pietrei Craiului, iar armata lui Brâncoveanu prin Trecătoarea și potecile Branului. Ciocnirea dintre cele două armate a avut loc la Zărnești la 11 august 1690, unde trupele austriece de sub comanda lui Heissler au fost înfrânte. În urma acestei victorii Constantin Brâncoveanu s-a reîntors în țară trecând tot pe la Bran.
1688 – 1714 – 25 ani de domnie a lui Constantin Brâncoveanu, urcat pe tronul Munteniei la 34 de ani de la moartea lui Matei Vodă. Constantin Brâncoveanu a fost unul dintre cei mai bogați voievozi români ai vremurilor vechi – turcii îl numeau Altinbei (prințul aurului).
Deși supus turcilor, Constantin Brâncoveanu păstra legături ascunse și cu austriecii și rușii. În războaiele pe care aceștia le-au avut cu turcii el le-a fost de folos pe sub mână. Bănuielile de necredință ce se nășteau din când în când în sufletele stăpânilor săi, erau înăbușite cu pungi cu bani (se spune că Constantin Brâncoveanu a risipit 700 de pungi cu bani la sultan pentru a-și consolida puterea).
Uneori era nevoit să participe alături de turci împotriva prietenilor ascunși. Astfel în luptele de la Tohan și Zărnești austriecii au fost învinși de turci cu ajutorul lui Brâncoveanu.
1690 – august 11, Lupta de la Tohan-Zărnești; Constantin Brâncoveanu având alături și pe curuții lui Emeric Tokoly înfrânge pe imperial, generalul Heissler fiind luat prizonier. Emeric Thokolyi este proclamat de dieta convocata la Cristian, Principe al Transilvaniei.
Lupta de la Tohan-Zărnești descrisă în „Istoria românilor din cele mai vechi timpuri până astăzi”: „La începutul domniei, armatele împăratului Leopold, au intrat în țară și au stat câtăva vreme făcând tot felul de rechiziții, cerând hrana, furaje și altele. Sosind însă tătarii, ele se retrag în Transilvania, urmărite fiind de aceștia și de Constantin Brâncoveanu. Între Zărnești și Tohan are loc lupta (1690) în care austriecii sunt învinși iar comandantul Heissler este prins.”
1690 – Înfrângerea lui Constantin Brâncoveanu în ziua de Sfânta Maria în luptele de la Zărnești.
1713 – Conscripția din acel an arată că în Țara Bârsei erau 10.380 familii anunțând și de Zărnești care număra 840 de familii. 
1714 – Se ridică crucea slavonă.
1739 – Nume de meșteri din Tohan consemnate în documente: Dumitru Sinedrea, Ioan Stoica și Anghel Barbul.
1741 – Sunt menționați 3 români din Tohan, olari cu ocazia repartizării portioanelor ce revin Tohanului: Sinedrea Olaru, Barnul Olaru și Dumitru Olaru ce lucrau în cadrul prestațiilor de la castel.
1747 – 25 februarie – Maria Tereza a stabilit obligația de 3 zile pe săptămână cu vitele sau patru zile cu palmele ca prestație pentru iobagii din Transilvania.
1750 – Tohanul, Vlădenii și Zărneștiul se răscoală declarându-se sate libere. După înființarea regimentelor de graniță, mulți locuitori din comunele Țării Bârsei se înrolează în armată, considerând că astfel vor scăpa de exploatare.
1757 – Este vorba de reparații. Se pomenește de o moară din Tohan arendată de Bucur Ureche.
1757 - Se citează numele olarului român Besinar, din Tohan care instala o sobă și un cuptor la castelul Bran.
1761 - Târnosirea la 29 mai a paraclisului din Tohan. (Cronicat nou. Manuscris prof. Clotogea.)
1761 - Înființarea regimentelor de graniță.
Secolul al XVIII-lea - Se organizează regimentele grănicerești. Tohanul este cuprins în subunitatea grănicerească cu sediul la Dumbrăvița (Tătari) aparținător la Regimentul romanesc-grăniceresc de la Făgăraș.
1764 - Organizarea regimentelor grănicerești în secolul al XVIII-lea, astfel că Zărneștiul, Tohan, Vlădeni, Dumbrăvița au alcătuit o subunitate grănicereasca cu sediul la Dumbrăvița. O parte din locuitorii Tohanului s-au opus militarizării și au părăsit localitatea veche și au format satul Tohanu-Nou.
1765 - Din acest an localitățile Tohan și Țânțari (Dumbrăvița) au fost comune grănicerești.
1765 - Astfel în anul 1765 cu ocazia mutării forțate a locuitorilor din Tohan, care au refuzat să se înroleze în regimentele de grăniceri înființate de Maria Tereza, atunci când li s-a stabilit ca loc de așezare vatra satului de azi Tohanul Nou, înființat cu acestă ocazie sunt pomeniți nominal și olarii. Se vorbește pe larg cu acest prilej despre obiecțiile tohănenilor între care una legată direct de ocupația de baza, anume despre pericolul de incendiu de la cuptoare. De fapt la 28 mai 1828 un incendiu de la cuptoarele de vas mistuie complet 15 gospodarii.
Dezvoltarea și menținerea meșteșugului olăritului la Zărnești și mai ales la Tohan, de-a lungul a aproape o jumătate de mileniu și poate și mai mult, își găsește explicația în faptul că Tohănenii nu beneficiau de pământ suficient pentru agricultură, satul fiind așezat la marginea unei regiuni odinioară mlăștinoase.
1766 - Regulamentul regimentelor de granița.
1769 - Construirea comunei Tohanul Nou.
1771-1775 - Generalul Johann Cristani von Rall și comisarul Obst în raportul lor, după ce au cercetat toate regiunile de graniță din Transilvania spun nu numai cauzele dezertării ci dau și numărul celor fugiți din regimente între anii 1771-1775 și anume: Năsăud 659; Jina 125; Făgăraș 119+65; Orăștie 52; Tohan și Tătari 60; Hațeg 15+21. Cei mai mulți au dezertat în principatele române.
1777 - O parte din sătenii din Tohan, au fugit în Țara Românească înainte de 1777, iar alta s-a așezat pe hotarul Branului înființând un nou sat, Tohanul Nou. În conscripțiile agentelor austriece care luaseră ființă în principate, care urmăreau pe fugiții din Transilvania, îi numeau “sudiți” sub care denumire pe la sfârșitul secolului al XVII-lea au înființat șapte sate în Țara Românească și în județul Buzău 3 plase: Câmp; Slănic și Tohan (aici vechea denumire Gura Vadului).
1785 - Considerarea făcută în legătură cu locuitorii scoși din Tohani, pentru a se vedea câți mai sunt în viață și unde se găsesc, câți sunt fugiți din țară iar pentru cei morți, câți au urmași și unde se găsesc aceștia. Documentul menționează pe Tudor Olaru cu doua fete în teritoriul din jos de Bran. Un Barbu Olaru figurează pe luna septembrie-octombrie 1788.

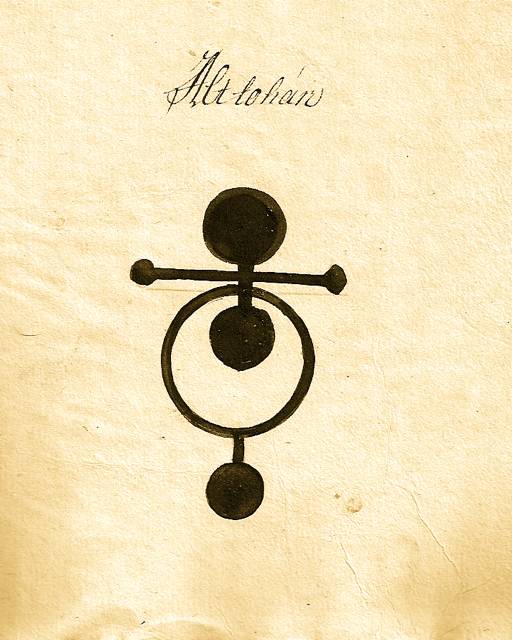
1826 - Danga pentru vitele din Tohanu Vechi

1832 - Ia ființa la Tohanul Vechi, o întreprindere pentru arnici turcesc. Tot aici se fondează o intreprindere de lumânări și una de postav.
1851 - 20 sept Zărnești. Se încheie “Contractul de însoțire” pe baza căruia ia naștere “Societatea de acțiuni” care va avea ca scop construirea fabricii de hârtie. În august 1857 își începe activitatea de producție.
1892 - Tohanul Vechi conectat la transportul feroviar CFR.
1895 - În Tohanul Vechi nu toate familiile aveau oi. Oieritul n-a fost și nici nu este o ocupație a tohănenilor. A fost o singura turmă formată prin adunarea a câțe doua, trei oi de la fiecare gospodar. La același recensământ Tohanul Vechi avea 1.337 de bovine.
1895 - Resursele economice și de trai rezultate din situația materială a localității Tohan o deducem din recensământul suprafeței: pădure 28%, pământ arabil 27%, pășune 25%, fânețe 20%.
1902 - “Marele Dicționar Geografic al României” de George Lahovari, General Brateanu și Grigore Tocilescu în volumul 5 fascicolul 4, pag 628-629. Buc. 1902. Se scrie “Tohani, comună rurală jud Buzău (azi jud Prahova) plasa Tohani pe ambele maluri ale Văii Tohăneanca, la 45 de km de orașul Buzău și la 12 km de Mizil. Este formată din cătunele: Gura Vadului, Tohani, Tohoneanca, Valea Scheilor cu subdiviziunile lor. Au o suprafață de 3.024 hectare cu o populație de 2.020 locuitori, o scoală rurală mixtă în cătunul Tohani, 7 biserici cu 5 preoți și 5 cântăreți, 12 cârciumi. Primii ei locuitori constituie colonii aduse din satul Tohan din Transilvania care i-au și dat numele.
1924 - În Tohanul Vechi se construiește monumentul eroilor din primul Război Mondial
1925 - Se reorganizează județul Brașov, de acesta data figurează și Tohanul Vechi. La constituirea județului (1876) Tohanul nu aparține Brașovului.
1925 - Județul Brașov se împarte în 5 plăși Tohanul Vechi intra în plasa Zărneștiului.
1930 - La recensământ se consemnau în Tohanul Vechi 143 de capre.
1932 - Se publică în Telegraful Român nr 57-58 din 20-27 august 1932, lista cuprinzând familiile vechi silite prin forța armatei sa evacueze comuna Tohan, care au constituit apoi în anul 1769 noua comună Tohanul Nou.
1937 - La curtea de apel Brașov s-a luat în cercetare și judecare în ziua de 29 mai cauza referitoare la exproprierea terenurilor din regiunea Tohanului-Zărnești, Predeal, Bran, exproprierea terenurilor de utilitate publica și interes general cerută de Ministerul Apărării Naționale.
Curtea deliberând: văzând cererea făcută de Ministerul Apărării nr 7 canadentiala din 24 mai 1937, la care se alăturează: Înaltul Decreat Regal nr 223 din 15 mai 1937 raportul către rege al domnului președinte al Consiliului de Miniștri nr 5668 din 15 mai și al ministrului apărării naționale nr 1102 din 6 mai 1937, planul terenului situat în regiunea Tohan-Zărnești în suprafață totală de 226, 5627 hectare, compus din 798 de parcele cerându-se a fi declarate expropriate în baza legii de exproprieri din 20 oct. 1864, cu modificările din 4 feb 1937. Văzând că înaltul decret regal s-a publicat în întregime în monitorul oficial 112 din 18 mai 1937 precum și în ziarele “Curentul” nr 3336 din 19 mai și “Prezentul” nr 685 din 19 mai, precum și ziarul “Ardealul” nr 63 din 29 mai care apare la Brașov. Tohănenii au cerut o valorificare mai buna a pământului expropriat de 120.000-180.000 lei hectorul- adică 70.000.000 lei pentru suprafața de 226 de hectare pământ expropriat. Comuna Tohanul Vechi numără 1.785 locuitorilor, teren arabil 1.104 hectare iugăr, iar fâneață 892 iugăre. Curtea, în numele legii, decide: terenul situat în regiunea Tohanul Vechi Zărnești din jud Brașov, în suprafață totală de 226,5627 hectare, compus din 798 parcele ai cărui proprietari actuali, suprefete, calitate și vecinătăți sunt prevazute în înaltul decret regal nr 2233 din 15 mai 1937 publicat în Monitorul din Brașov 112 din 18 mai 1937 și stabilește 50.000 lei hectarul arabil, 40.000 lei hect. finatia, 25.000 lei hect. delnita adica 5 lei/mp, arabil; 4 lei/mp finatia și 2.5 lei/mp delnita.
1944 - Formațiune de luptă compusă din 57 muncitori de la uzinele “Rogifer” Tohanul Vechi formează cu tunurile reparate aici o baterie cu care trag peste 2.600 proiectile asupra pozițiilor inamice. (“Bateria Albastra”) după culoarea salopetelor. (Extras din “Istoria ilustrata a romanilor” pag. 544.)…cu deosebire la încleștarea cu dușmanul s-au remarcat lucrătorii de la uzinele “Rodgifer” din Tohanul Vechi, care au format o baterie de artilerie denumita, după culoarea salopetelor muncitorești “Bateria Albastra”. Pentru eroismul de care au dat dovadă în luptele purtate alături de unitățile armatei române, cei 57 de muncitori și funcționari care alcătuiau bateria, au fost citați în întreaga armată.
1945 - După terminarea celui de al doilea Război Mondial, Tohanenii au hotărât să construiască un așezământ monumental care să cuprindă: primăria, săli pentru nunți, film, magazine, birouri și toate cele necesare unei localități vechi, dar cu perspective de dezvoltare. În conducerea comunei se afla Gheorghe Măeruț, primar, și Sabin Mucea, notar. Construcția trebuia să se așeze pe o mare gradină în strada Mare, unde era proprietar Valeria Comșa, căreia primăria i-a dat în schimb o casă gospodărească în strada Bisericii.
Tohanenii, doritori de modernizarea localității lor, au adunat banii necesari, au procurat materialele toate și o nouă idee a dat peste cap proiectul și din imensa cantitate de materiale adunate, s-a împărțit la câteva sate brănene, iar din ce a mai rămas s-a construit clădirea centrală în așa numita Gradină Domnească, în centrul comunei care a adăpostit primăria-fiind dea-lungul anilor grădiniță de copii, dispensar uman și oficiul postal etc.
1951 - A început construcția primelor două blocuri din cartierul Tohan-fabrica pe terenul “De Peste Bârsa” a Tohanului și Zărneștiului.
1951 - Zărneștiul a fost declarat oraș iar din anul 1968, i s-au adăugat Tohanu Vechi, Tohanu Nou și colonia Tohan 6 Martie.

## Școala din Tohanul Vechi
Școala este poate cea mai importantă instituție a unei localități, în Tohanu Vechi, școala are o istorie bogată ea contribuin timp de două secole la dezvoltarea culturii românilor.
Prin distrugerea arhivei școlii din Tohanul-Vechi, cu greu se poate reface firul evenimentelor legate de trecutul acestei importante instituții.
La sărbătorirea școlii ce a avut loc în luna noiembrie 1981, când s-au aniversat 250 de ani de la prima atestare documentară (1731), printre invitații de onoare a fost prezent și învățătorul Traian Popa, fost prim director după Mare Unire, adică în anul 1920 când școala și-a reluat activitatea. Printre discuții a fost și întrebarea ce știe despre arhiva veche a școlii, iar conform răspunsului arhiva a fost arsă în timpul retragerii trupelor austro-ungare. În timpul primului război mondial școala și biserica au ținut loc de cazarmă pentru trupele de cezaro-crăiești, care au rechiziționat și clopotul bisericii.
Un vrednic și pasionat cercetător în persoana profesorului de istorie Constantin Nastasi ce a funcționat câțiva ani la școla din Tohani, după minuțioase cautări a întocmit un volum dactilografiat-legat în pânza, intitulat „Însemnări documentare privind trecutul școlii din comuna Tohanul-Vechi”.
A fost mai întâi școala confesională, apoi școala comunală cu program educativ militar impus de autoritățile imperiale - și acum este școala de stat.
Principalele etape privind dezvoltarea școlii din comuna Tohanul-Vechi, Brașov : 
- Înființarea școlii a avut loc în anul 1731,[40]
- În anul 1790 se constată că școala avea locaș propriu construit din lemn și era o școală cu caracter graniceresc, caracter pe care îl păstrează până în anul 1895, când devine școala comunală.
- În anul 1825, în locul vechii școli de lemn s-a construit o școală nouă de cărămidă, având numai parter și fiind alcătuită din două aripi, despărțite printr-un coridor. Această școală, în vederea stimulării îndeletnicirilor practice, era dotată cu un lot școlar și cu o prisească-stupină.
- Din „Darea de seamă” făcută de Iacob Mureșianu în 1868, directorul liceului catolic din Brașov și director al Gazetei Transilvaniei, rezultă că:
  - La această dată școala avea două clase și un singur învățător, pe Ioan Vlad.
  - În acest an 1868 s-a înființat și o bibliotecă școlară, probabil prima bibliotecă școlară în mediul rural din Țara Bârsei, primele cărți fiind donate de însuși inițiatorul acestei acțiuni, Iacob Mureșianu. Biblioteca școlară a avut inventarul cărților.
  - Tot în anul 1868 se constată că școala din Tohanul-Vechi era sprijinită de un comitet lărgit de părinți, denumit Reuniune, care funcționa pe bază de statute.
  - La inițiativa lui Iacob Mureșianu se creează și un fond scolastic gestionat de comitetul de părinți în vederea unei bune întrețineri a școlii. Tot acum se hotărăște înființarea clasei a III-a
- În anul 1884, cu sprijinul tuturor locuitorilor din comună, s-a construit pe fundamentul școlii din 1825, deasupra celor două aripi un etaj. În această perioadă și până în anul 1895 școala a purtat denumirea de „Școala Grănicerească colonel David baron Urs de Margina”, care a sprijinit efectiv acest locaș de învățământ.
- După Unirea cea Mare din 1918, școala și-a reluat vechea denumire ”Șcóla Reuniunei Grănițiare - 1884”, pe care și-a păstrat-o până în 1947.
- În anul 1960, edificiului școlar din 1884, rămas neîncăpător în fața cerințelor crescânde împuse de dezvolatarea culturală a maselor, i s-a adăugat o nouă aripă cu etaj cuprinzând încă șase sali de clasă, pe lângă celelalte șase puțin încăpătoare existente la acea dată.

## Monumente istorice

### Monumentul eroilor
În comuna Tohanul Vechi se află un monument datând din 1924 închinat eroilor din Primul Război Mondial. Aici au fost depuse osemintele unor eroi căzuți pe Dealul Muscel. Monumental cuprinde următorul text: “Celor 25 de eroi necunoscuți căzuți pe Dealul Muscelului în luptele din septembrie 1916’’.Unitatea militară de la Râșnov împreună cu cetățenii comunei Tohanu-Vechi au ridicat acest monument pe un teren donat de familia Balascau.
Un alt monument, situat lângă școala din Tohanu-Vechi, a fost ridicat în 1919 „În amintirea eroilor căzuți pt întrăgirea neamului în războiul mondial”
Monumentul din fața școlii a fost refăcut în anul 1945-1946 de către primărie cu ajutorul cetățenilor comunei și apoi a fost scris numele tuturor eroilor (din Tohan) căzuți în cele 2 războaie mondiale.
În grădina de legume, în prelungirea curții școlii, s-a aflat mult timp crucea din piatră cu inscripția că acolo se află înmormântat profesorul Georgiu Ceortea (născut în 9 aprilie 1846 decedat în 22 aprilie 1874, a cărui dorință a fost să fie mereu alături de elevii săi.
După modificările efectuate prin construcția clădirii noi, curtea pentru recreația elevilor micșorându-se, s-a desființat grădina, crucea a fost îndepărtată fără a se mai știi locul unde se odihnesc osemintele profesorului Georgiu Ceortea. Peste toată suprafața turnându-se asfalt.
În însemnările profesorului Nastasic la pagina 21 prin cercetările arhivistice a consemnat necrologul prof. Georgiu Ceortea din „Gazeta de Transilvania” nr 27 din 14/26 aprilie 1874.

## Personalități
- Gheorghe Crăciun (1950-2007), scriitor
- Ion Monea (1940-), boxer
- Spiridon Boiță (1869 - ?), deputat în Marea Adunare Națională de la Alba Iulia 1918
- Ilisie Măieruțiu (1885 - 1973), deputat în Marea Adunare Națională de la Alba Iulia 1918